# Johan Wästlund
Lars Johan Wästlund, född 26 februari 1971 i Hudiksvall, är en svensk matematiker främst verksam inom kombinatorik och diskret sannolikhetsteori.
Wästlund studerade vid Uppsala universitet där han tog en fil.kand.-examen i matematik. År 1999 blev han teknologie doktor i matematik vid Kungliga tekniska högskolan i Stockholm med avhandlingen Combinatorial constructions related to packing, covering and probability handledd av Anders Björner.
Wästlund arbetade därefter en period på Försvarets radioanstalt innan han började som forskare vid Linköpings universitet, där han blev docent i tillämpad matematik 2006. Sedan 2007 verkar han som forskare och biträdande professor vid avdelningen Analys och sannolikhetsteori vid Chalmers tekniska högskola i Göteborg.
År 2005 tilldelades han Wallmarkska priset tillsammans med Svante Linusson för deras lösning av slumptilldelningsproblemet genom snillrika bevis för förmodanden av Parisi och Buck-Chan-Robbins . År 2011 fick han Wallenbergpriset som årligen utdelas av Svenska matematikersamfundet . År 2013 mottog Wästlund Göran Gustafssonpriset för hans uppmärksammade bidrag till teorin för stokastiska optimeringsproblem, särskilt vad gäller handelsresandeproblemet .
Viktiga vetenskapliga artiklar:
- Replica symmetry of the minimum matching, Annals of mathematics 175:3 (2012), 1061-1091.[6]
- The mean field traveling salesman and related problems, Acta Mathematica 204:1 (2010), 91-150.[7]
- An easy proof of the zeta(2) limit in the random assignment problem, Electronic Communications in Probability 14 (2009), 261-269.[8]
- A Proof of Parisi's conjecture on the random assignment problem, Probability Theory and Related Fields 128 (2004), 419-440.[9]